# Phạm Thị Hải Chuyền
Phạm Thị Hải Chuyền (sinh năm 1952, quê tại huyện Yên Dũng, tỉnh Bắc Giang) là một chính khách Việt Nam. Bà nguyên là Ủy viên Ban Chấp hành Trung ương Đảng Cộng sản Việt Nam khóa X, XI, Đại biểu Quốc hội Việt Nam khóa X. Ngày 3 tháng 8 năm 2011 bà được Quốc hội phê chuẩn làm Bộ trưởng Bộ Lao động, Thương binh và Xã hội là người kế nhiệm cho bà Nguyễn Thị Kim Ngân. Bà nguyên Phó Chủ nhiệm Thường trực Ủy ban Kiểm tra Trung ương, Chủ tịch Hội Người cao tuổi Việt Nam.

## Quá trình công tác
- Nguyên Phó Chủ nhiệm Thường trực Ủy ban Kiểm tra Trung ương Đảng Cộng sản Việt Nam.
- Ngày 3 tháng 8 năm 2011, bà được Quốc hội phê chuẩn làm Bộ trưởng Bộ Lao động, Thương binh và Xã hội.
- Ngày 27 tháng 12 năm 2011, bà giữ chức vụ Phó Chủ tịch Ủy ban Quốc gia về Người cao tuổi Việt Nam